# Цеге-фон-Мантейфель, Вернер Германович
Вернер Германович Цеге-фон-Мантейфель (1857—1926) — российский и эстонский хирург остзейского немецкого происхождения, выходец из семьи Цеге-фон-Мантейфель.

## Биография
Родился 1 (13) июля 1857 года в имении Määri  (эст.) Эстляндской губернии (ныне — в Вяйке-Маарья, Эстония). Его родителями были Герман Густав фон Цеге Мантейфель (1826–1899) и Берта Вильгельмина Генриетта (1825–1878), дочь Фридриха Паррота.
Обучение его началось в Домской школе. Затем, как и его дед, он учился на медицинском факультете Дерптского университета (1878—1885), где в 1886 году получил степень доктора медицины.
В 1886—1889 годах был ассистентом университетской хирургической клиники у фон Валя. В 1889 году стал приват-доцент, затем — доцентом. С 1899 по 1905 год — экстраординарный профессор госпитальной хирургической клиники. В 1901–1903 годах он внёс свой вклад в «Энциклопедию хирургии» Эмиля Теодора Кохера и Фрица де Кервена.
С 12 апреля 188 года был женат на Anna De Vries (5.4.1861—13.12.1918).
Обладая прекрасной теоретической подготовкой, был первоклассным техником своего времени. В научно-исследовательской области заслужил почетное место своими работами по вопросам патогенеза гангрены. Одним из первых в России разработал вопрос об операциях резекции желудка и дал обзор 12 случаев резекции желудка — исключительный по тогдашнему времени материал. Ему принадлежит заслуга введения в России резиновых перчаток при операциях. Был блестящим диагностом заболеваний желудочно-кишечного тракта.
С 1905 по 1917 год — ординарный профессор и директор факультетской хирургической клиники. С 1905 года — почётный лейб-хирург; 22 апреля 1907 года был произведён в действительные статские советники. Был награждён орденами Св. Владимира 3-й ст. (1911), Св. Станислава 1-й ст. (1913), Св. Анны 1-й ст. (1915).
Во время Русско-японской войны работал в учреждениях Красного креста, уделяя главное внимание вопросам повреждения черепа и сосудов. По последнему вопросу им написана работа на немецком и русском языках. В первую мировую войну состоял во главе учреждений Красного креста на Западном фронте. Результаты своих наблюдений во время войны изложил в виде руководства по военно-полевой хирургии, пользовавшегося большой популярностью среди хирургов. Как профессор, врач и человек пользовался исключительным уважением и популярностью. Был личным врачом императора Николая II.
В 1906 и 1912 годах он был представителем Российского Красного креста на конгрессах в Лондоне и Чикаго. 
В 1918 году переехал в Ревель; был деканом медицинского факультета Тартуского университета. Во время Освободительной войны 1918–1920 годов был военным врачом-добровольцем в Таллиннском госпитале. За свои заслуги он был награжден Крестом Свободы. В 1925 году он был избран членом Леопольдины.
В 1925 году вышел на пенсию. Умер в Таллине 14 марта 1926 года.